# Rick Lawson
Richard Andrew (Rick) Lawson  (Rijswijk, 26 juli 1964) is een Nederlands jurist gespecialiseerd in Europese bescherming van mensenrechten. Lawson is hoogleraar aan de Universiteit Leiden, waar hij van 2011 tot 2016 decaan van de rechtenfaculteit was.
Lawson volgde het vwo aan Het Rijnlands Lyceum Oegstgeest (eindexamen 1982) en studeerde daarna politicologie en internationaal recht aan de Universiteit Leiden van 1982 tot 1988. Zijn afstudeerscriptie Nood breekt wet — De volkenrechtelijke bescherming van mensenrechten tijdens een noodtoestand won in 1989 de François-prijs van de Nederlandse Vereniging voor Internationaal Recht. De twee jaar na zijn afstuderen was hij uitvoerend secretaris van het Nederlands Helsinki Comité en als docent bij het Europa Instituut van de Universiteit Utrecht. In 1990 werd hij docent en promovendus aan de Universiteit Leiden, waar hij op 28 april 1999 bij Hein Schermers cum laude promoveerde op het proefschrift Het EVRM en de Europese Gemeenschappen. Bouwstenen voor een aansprakelijkheidsregime voor het optreden van internationale organisaties. Samen met zijn promotor Schermers gaf hij in 1997 het boek Leading cases of the European Court of Human Rights uit (bij Ars Aequi Libri), waarin 58 arresten van het Europees Hof voor de Rechten van de Mens van commentaar werden voorzien.
Zeer kort na zijn promotie, met ingang van 1 januari 2001, werd Lawson benoemd tot hoogleraar aan de Leidse rechtenfaculteit op de nieuw ingestelde Kirchheiner-leerstoel; zijn leeropdracht was Europees recht, in het bijzonder de bescherming van de mensenrechten. In 2001 was hij adviseur van eisers in de zaak Banković/België en anderen voor het Europees Hof voor de Rechten van de Mens, waarin hij bepleitte dat het EVRM extraterritoriaal kon worden toegepast op acties van de NAVO in het voormalige Joegoslavië; het Hof ging hier echter niet in mee. Op 15 december 2010 voerde Lawson een debat met toenmalig Leids promovendus Thierry Baudet naar aanleiding van een artikel van Baudet in NRC Handelsblad, waarin hij het Europees Hof voor de Rechten van de Mens had bekritiseerd als een aanval op de nationale soevereiniteit. Lawson wees op verschillende feitelijke onjuistheden in Baudets stuk.
Op 1 september 2011 volgde Lawson Carel Stolker op als decaan van de rechtenfaculteit. Als hoogleraar op de Kirchheiner-leerstoel werd hij opgevolgd door staatsraad Luc Verhey. Met ingang van 1 september 2016 werd Lawson als decaan opgevolgd door criminoloog Joanne van der Leun, wetenschappelijk directeur van het instituut voor strafrecht en criminologie van de Leidse rechtenfaculteit; per diezelfde datum keerde hij terug als voltijds hoogleraar Europese bescherming van de rechten van de mens. Ten gelegenheid van zijn vijftigste verjaardag werd aan Lawson in 2014 een liber amicorum aangeboden, getiteld Vijftig juridische opstellen voor een Leidse nachtwacht, met bijdragen van onder anderen Niels Blokker, Carel Stolker, Laurens Jan Brinkhorst, Paul Cliteur, Afshin Ellian, Larissa van den Herik, Evert Alkema, Paul van der Heijden, Nico Schrijver, Wim Voermans en Egbert Myjer.
Bij de verkiezing van een Nederlandse rechter voor het Europees Hof voor de Rechten van de Mens in 2017 stond Lawson op de nominatie, net als de bij hem gepromoveerde Martin Kuijer; gekozen werd Jolien Schukking. In april 2021 werd Lawson samen met staatsraad en oud-GroenLinks-Kamerlid Kathalijne Buitenweg benoemd tot lid van de raad van bestuur van het EU-Grondrechtenagentschap. Lawson is lid van de Koninklijke Hollandsche Maatschappij der Wetenschappen. Sinds 1991 is hij redacteur van het NTM/NJCM-Bulletin. Ook zit hij in de raad van toezicht van het Stedelijk Gymnasium Leiden en in het curatorium van de stichtingen die de Schermers-leerstoel (bekleed door Niels Blokker) en de bijzondere leerstoel Intelligence Studies ondersteunen. 
Met ingang van 1 september 2025 is Lawson benoemd tot voorzitter van het College voor de Rechten van de Mens, als opvolger van waarnemend voorzitter Nico Schrijver.
- Nationale Bibliotheek van Israël: 987007452548905171
- Système universitaire de documentation: 147056691
- Virtual International Authority File: 52423255